# كريستوفر ماكفيرسون
كريستوفر ماكفيرسون هو لاعب هوكي الحقل برازيلي، ولد في 19 يونيو 1984.

## روابط خارجية
- كريستوفر ماكفيرسون على موقع الاتحاد الدولي للهوكي (الإنجليزية)
- كريستوفر ماكفيرسون على موقع أوليمبيديا (الإنجليزية)
- كريستوفر ماكفيرسون على موقع اللجنة الأولمبية البرازيلية (البرتغالية)